# فيانو (بيدمونت)
فيانو هي كومونا (بلدية) تتبع مدينة تورينو الحضرية في إقليم بيدمونت الإيطالية ، وتبعد حوالي 20 كيلومتر (12 ميل) شمال غرب تورينو .
تحد فيانو البلديات التالية: نول، جيرمانانو، كافاسي، فيلانوفا كانافيز، فالو تورينس، فاريسيلا، روباسوميرو، لا كاسا، دروينتو.

## روابط خارجية
- www.comune.fiano.to.it